# Christologie paulinienne
 (novembre 2012).

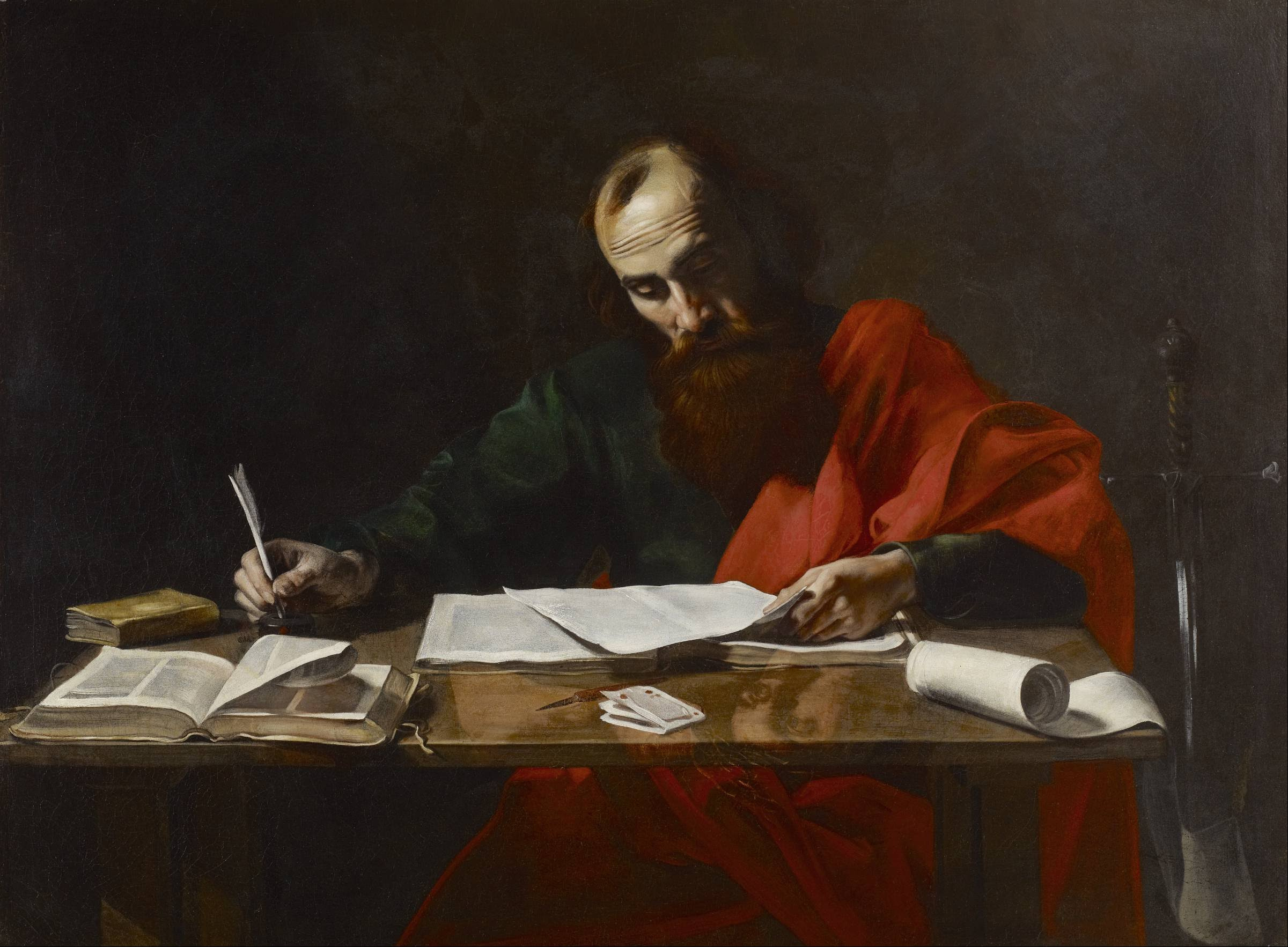
Saint Paul écrivant ses épîtres, attr. à Valentin de Boulogne (v. 1620), musée des Beaux-Arts de Houston.

La christologie paulinienne est une conception de la personne de Jésus de Nazareth développée par Paul de Tarse. Cette conception décrit Jésus de Nazareth comme étant le messie (en grec : christos).
À la suite des travaux de l'exégèse historico-critique, les chercheurs réexaminent les épîtres de Paul afin de déterminer s'il y développe une christologie ontologique. Une réponse affirmative amènerait à poser la question du sens du mot Theos au Ier siècle. De « bons juifs » (comme Philon d'Alexandrie) peuvent parler du Logos comme d'un second Dieu, ou au moins comme d'une hypostase. 
Depuis plusieurs décennies, par exemple avec le travail d'Anthony Harvey en 1982, les historiens analysent le milieu culturel, politique et économique du judaïsme de la période du Second Temple. Quelques pionniers comme James Dunn en 1980 et Maurice Casey en 1991, plantent le décor de l'histoire culturelle et spirituelle dans laquelle se développe la christologie. La conférence de Marinus de Jonge a rassemblé en 1998 les questions posées par le témoignage des textes. Elles portent sur les communautés qui ont donné naissance au corpus aujourd'hui nommé le Nouveau Testament, et les diverses christologies qu'il recèle.

## Les divers courants de l'exégèse contemporaine
Richard Bauckham, dans son livre God Crucified, suggère que la recherche actuelle autour de l'existence d'une christologie ontologique dans le Nouveau Testament se répartit en trois courants :
- Un courant composé de P. M. Casey  et Susan Ashbrook Harvey[7] soutient que le monothéisme juif est strict. Le judaïsme serait un monothéisme qui ne pourrait s'accommoder d'un quelconque autre être divin auprès de lui ou inclus dans le Dieu d'Israël. Pour cela, on ne peut comprendre chez Paul la moindre christologie ontologique. Ce courant est en perte de vitesse.
- Un second courant récuse un strict monothéisme dans le Judaïsme du Second Temple. Les auteurs les plus connus dans le monde anglophone sont Larry W. Hurtado[8] et Margaret Barker[9] . Dans les livres The Great Angel et A Study of Israel's Second God, ces auteurs montrent que le monothéisme est une nouveauté imposée par la littérature Deutéronomique et que sa diffusion demeure incomplète. C'est également la position de Christopher Rowland[10]. Daniel Boyarin[11]  place le mot de Binitarisme pour décrire la position de Philon dans son rapport au Logos, et pour décrire cette même idée dans certaines parties de l'Évangile selon Jean. Dans ce courant, on peut placer l'exégète français Marie-Émile Boismard, il reprend une thèse semblable dans son ouvrage À l'aube du christianisme, avant la naissance des dogmes (CERF, 1998).
- Enfin, une troisième approche, avec Bauckham lui-même, considère que le judaïsme du Second Temple maintient un strict monothéisme. Cette conception théologique permet une christologie ontologique « par l'identification de Jésus directement avec l'unique Dieu d'Israël » (p. 4.). Ce troisième courant constitue la compréhension contemporaine du courant traditionnel évoqué au tout début de l'introduction.

## La question du monothéisme

### Évolution du monothéisme dans la Bible hébraïque
Selon l'École Biblique de Jérusalem, le monothéisme biblique n'est pas une question de nombre, mais d'exclusivité de l'Alliance. Elle se manifeste dans la prière favorite juive Chema Israël (Deutéronome 6, 4). Le monothéisme juif ancien est une unité de foi et de pratique religieuse, fondée sur la mémoire du Dieu créateur et sauveur. Une affirmation sera monothéiste dans la mesure où elle se conforme à l'œuvre de Yahvé, qui a créé l'univers par un effet de sa bonté, qui s'est engagé librement dans une alliance avec Israël qui ne l'avait pas méritée, et, enfin, qui gouverne l'histoire et la mène à son terme selon sa justice et sa miséricorde.
Une majorité de chercheurs et de tuteurs d'enseignement religieux insistent sur ce point : l'Ancien Testament n'est pas « monothéiste », mais « monolâtre ». Cela signifie qu'Israël honore « YHWH seulement », non parce qu'il est le seul dieu « réel » ou « vrai » ou existant, mais qu'il est le seul et unique pour les fils d'Israël, du fait du contrat/alliance sur l'Horeb/Sinaï.
Le culte exclusif de YHWH seulement pour Israël, résultat d'un « contrat », remonte (au moins) au Code deutéronomique et à la réforme de Josias de 621 avant l'ère commune. Avant, le culte de YHWH se basait sur la conception que YHWH possédait le territoire sur lequel ils vivaient : « titres et offrandes » étaient en fait un « loyer », comme celui des fermiers envers le propriétaire. Cette idée réapparaît dans le « Second Isaïe », quand la sphère / espace / aire du « royaume de YHWH » se développe dans une nouvelle conception. Il n'est pas seulement « le Seigneur de la terre (d'Israël) », mais le créateur de ce monde. Elle devient le soubassement rationnel d'une espérance du « dernier jour », quand « tous les peuples » se soumettront à son autorité parce qu'ils vivent et travaillent sur sa terre. En effet, dans le « Second Isaïe », l'espérance est que ce jour viendra durant lequel « tous les peuples / nations » se soumettront « au Dieu d'Israël comme leur Seigneur ».

### Monothéisme et judaïsme du Second Temple
Bauckham associe Hurtado à la seconde approche esquissée ci-dessus. Hurtado dit que le Seigneur est comme une figure intermédiaire, mais qu'une mutation significative s'est produite, identifiant Jésus avec l'unique Dieu d'Israël (ce que Hurtado nomme "binitarisme" dans son article SBLSP vol. 32. 1993, pages 348-68), "Qu'entendons-nous par Monothéisme juif du premier siècle ?" [en], de même dans son monumental Seigneur Jésus Christ |en] (pages 32 et suivantes).
Tout indique une constante rhétorique monothéiste dans le judaïsme du Second Temple. Ce qui est considéré de nos jours comme le monothéisme n'est pas forcément en consonance avec le monothéisme juif de la période du Second Temple.
Daniel Boyarin, grand admirateur de Paul de Tarse, parle aussi de binitarisme. Il envisage la question d'une manière différente dans son article "Memra" dans la Harvard Theological Review. Le point de départ de sa réflexion s'enracine dans sa recherche générale sur les débuts parallèles du christianisme primitif et le judaïsme rabbinique (qui, selon lui, est un courant dont le pilote pourrait être Jacob Neusner). Ces deux courants ne commencent pas à se séparer avant le milieu du IIe siècle. Le binitarisme, qu'il évoque dans l'article cité en référence, étudie le passage entre l'hypostase du Logos trouvée chez Philon et celle de l'Esprit trouvée chez Jean. Pour lui, la première rencontre de Paul avec le mouvement juif des environs d'Antioche conduit à ce que la notion de messie/christ passe, à l'intérieur de la pensée juive, du statut d'attribut à celui de nom propre, puis de titre chez Marc.
L'explication par l'hellénisme seul lui semble à revoir. L'anthropomorphisme du culte romain de l'empereur n'est pas la seule cause de la divinisation de Jésus. Cette hypothèse relève d'un à priori : aucun des judaïsmes "pré-rabbiniques" ne serait assez différent du rabbinisme post-chrétien pour autoriser la "déification" d'un homme imaginé comme fils d'El, Messie Roi, Grand Prêtre et Seigneur. Cet a priori lui semble impossible : le courant rabbinique ne constituait pas une norme dans l'espace culturel juif d'avant 70 ; le Talmud recense 70 sectes juives pour cette époque, dont plusieurs messianismes. Boyarin est d'accord avec Burton Mack, qui recense au moins cinq mouvements se réclamant de Jésus, dont quatre chez qui toute notion de messie/christ ne joue aucun rôle.
En même temps, Boyarin indique que supposer un courant rabbinique comme norme avant 70 promeut l'anachronisme au rang de vérité scientifique. C'est l'attacher en remorque au mythe des origines que le rabbinisme se raconte à lui-même. L'idée d'un "christianisme" tardif génétiquement étranger au monde juif du Ier siècle (on en retrouverait l'embryon chez Paul) repose sur une vision simpliste du judaïsme pré-constantinien. Une théologie rabbinique diffuse par cette vision, car elle s'intéresse à faire du courant chrétien juif (et de toute la diversité juive des premiers siècles) un non-judaïsme, un hellénisme, une trahison, un syncrétisme, etc.
Il conclut :
« Judaïsmes et Christianismes [du premier siècle] demeurèrent entremêlés bien au-delà de la première partie du second siècle et ce jusqu'à ce que le judaïsme rabbinique, dans sa tentative nativiste de se couper de sa propre histoire avec la théologie du logos "chrétien", se mit à s'imaginer lui-même comme une communauté pure de tout hellénisme ».

## Monothéisme ou hénothéisme chez Paul?
Donc, on trouve dans le  "Second Isaïe" l'espérance qu'un jour vienne où "tous les peuples/nations" se soumettront au dieu d'Israël comme leur  "seigneur" ; on peut supposer que telle est la base sur laquelle Paul fonde sa mission de "rassembler les gentils". Cette démarche est bien de la "monolâtrie", et non du "monothéisme".
Paul fait la même chose en 1 Cor 8, disant qu'il y a de "nombreux dieux", mais "pour nous", c'est différent. Cela sonne comme de l'hénothéisme si on le prend au pied de la lettre. Après cette déclaration apparemment hénothéiste, Paul clarifie son point de vue sur ces "dieux" : ce sont des esprits du mal (1 Cor 10.18ss), et non des déités.
Peut-être une exégèse plus aiguë de 1 Cor 8:4-6 doit-elle être pratiquée en parallèle avec une appréciation de la force de 1 Cor 10:19-20 :

« (19) Que dis-je donc ? Que la viande sacrifiée aux idoles est quelque chose, ou qu'une idole est quelque chose ? Nullement. »

«  (20) Je dis que ce qu'on sacrifie, on le sacrifie à des démons, et non à Dieu ; or, je ne veux pas que vous soyez en communion avec les démons. »

La question est-elle seulement d'avoir conscience de l'existence d'autres dieux et que ceux-ci ne sont pas du tout des dieux, mais des démons ? Paul expose qu'il croit en l'efficacité des sacrifices aux idoles pour mettre leurs adeptes en relation avec eux et que la viande du sacrifice mettrait tout autant ses auditeurs en relation avec le dieu de l'autre. En sorte, que Paul est bien hénothéiste : il croit que d'autres êtres que le dieu d'Israël ont pouvoir sur les hommes et que, pour les fils d'Israël, ses auditeurs, il n'est de Dieu valide que celui de la Bible. S'il s'agissait seulement de dire que les autres dieux sont, en fait, des démons, il deviendrait légitime de suspecter une interprétation de la théologie de Paul à l'image de nos théologies médiévales. Ceci suggère que Paul s'intègre exactement dans le processus des écritures hébraïques (par exemple, le psaume 96 critiquant l'idée des autres dieux). Paul ne s'éloigne pas du contexte Juif pour cadrer les choses de cette façon, même si l'on garde à l'esprit que son "hénothéisme" s'exprime dans le contexte d'une citation/allusion au Schéma.
En ce qui concerne sa préoccupation sur le sens du mot 'theos', Bauckham attire l'attention sur l'utilisation de ce titre en 2 Cor. 4:4. Ce verset nous montre Paul utilisant heureusement ho theos pour désigner satan. Cet exemple, avec celui cité de Philon et des Manuscrits de la Mer Morte, tend à établir que Paul ne donne pas à Jésus le titre theos (au moins pas tout le temps, mais des objections peuvent se présenter, bien sûr, en fonction de certaines exégèses de Rom 9:5 et de ce que le consensus savant considère être ou non de l'authentique littérature paulinienne).

## Suggestions pour envisager la christologie de Paul

### Chez les penseurs anglophones
Les réflexions précédentes conduisent à dessiner, chez Paul, les contours d'une christologie qui ne serait pas aussi ontologique qu'on le pense généralement... Comme le dit Richard Bauckham dans son article en ligne sur la Christologie de Paul (page 23) : "Si Paul a employé les déclarations  scripturaires au sujet de la catégorie 'dieu' à Jésus, nous devons le comprendre comme Melchizedek le fait en référence à Jésus, c’est-à-dire, en comprenant le 'dieu' en concordance avec ce à quoi font référence ces textes scripturaires dans ces énoncés particuliers qui ne serait pas YHWH, l'unique Créateur et Seigneur de toutes choses, mais un être angélique, créé et régi par YHWH. Une telle pratique exégétique ne saurait constituer ce que nous nommons une Christologie de l'identité divine".

### Chez les penseurs européens continentaux
Pour en revenir aux penseurs francophones, Marie-Émile Boismard, qu'on peut classer dans la deuxième catégorie de la typologie de Bauckham, parvient à une conclusion analogue par un cheminement un peu différent. D'abord, Boismard envisage ce qu'il convient de considérer comme le texte reçu du corpus paulinien ; il ne rechigne donc pas à examiner les deux hymnes pré-pauliniens cités dans les deutéro-pauliniens, dits épîtres de captivité, comme l'épître aux Colossiens (Col 1:15-20, cité page 89) et Philippiens (2:6-11, cité page 92). Il faut dire que Boismard montre, curieusement, dans cet ouvrage, quelques difficultés (pages 8 et 99-100) à s'habituer à l'idée que les épîtres soient estimées pseudépigraphiques dans leur majorité.
Dans le premier hymne, Boismard s'intéresse particulièrement au ta panta di 'autou ektistai. Pour lui, ce "tout subsiste en lui" est une adaptation de l'hymne original tel que le reprendra Jean ; il considère que Paul adapte au Christ un texte original qui parlait du Logos ; en cela, il s'inspire de Philon : "tout par lui est devenu [panta di 'autou ergeneto]"; pour Philon, le Logos est "premier engendré", le reste de la création étant qualifié de "fils puîné". Boismard souligne l'empreinte des livres sapientiaux où la Sagesse est personnifiée dans des termes empruntés, selon Silvia Schroeder, avec des traits empruntés à la déesse Isis.
D'ailleurs, le Siracide (Si 24:6-9) présente la Sagesse comme créée par Dieu avant toutes choses. L'affirmation initiale que le Christ est "image du dieu invisible" est imitée du Livre de la Sagesse 7:26 : "Elle est un reflet de la lumière éternelle, un miroir sans tache de l'activité de Dieu, une image de sa bonté". Identifié à la Sagesse, c'est dans le cadre de cette spéculation qu'il participe de la création et donc est antérieur à tout ce qui existe. Le verset de Colossiens 1.19 : "Car Dieu s'est plu à faire habiter [katoikésai] en lui toute la plénitude" indique donc que la Sagesse habite le Christ de façon suréminente, au sens où, en 1 Co 3,16, Paul dit que l'Esprit de Dieu habite [oikei] en chacun.
En ce qui concerne Philippiens 2:6, ce verset affirme-t-il la divinité de Jésus comme on le croit le plus souvent ? L'expression dit en morphei theou, c’est-à-dire "en forme de Dieu", expression rencontrée ailleurs comme "à l'image de Dieu". L'hymne grec eut peut-être une forme précédente araméenne et selon Pierre Grelot qui fait cette supposition, c'est bislem qu'il faudrait imaginer pour "en morphei", en sorte que la traduction en serait identique.
Dans Philippiens 2:9 : "C'est pourquoi Dieu l'a exalté : il l'a doté du Nom qui est au-dessus de tout nom", Boismard suit la tradition juive pour laquelle l'expression "le Nom" ne peut faire référence qu'à YHWH, le nom ineffable. Ladite tradition peut concevoir que Dieu peut communiquer/révéler son Nom ineffable à un homme ; une telle expérience est racontée à propos de Moïse (Ex. 3,14). À partir de la critique textuelle, c’est-à-dire de l'évaluation des manuscrits et des traditions qu'ils rapportent, Boismard propose deux autres compréhensions possibles et en développe une qui a sa faveur. L'hypothèse est que le nom au-dessus de tous les autres serait "fils" (couramment fils de Dieu) au sens de l'adoption, tel que dans le psaume du couronnement en Ps 2:7, c’est-à-dire comme un titre royal. Ce titre de fils le rend supérieur aux anges, mais pas égal à Dieu, non plus que dieu lui-même. Ici, donc, Boismard rencontre la conclusion de Backham.
Boismard examine alors Tite 1:3-4 et 1 Timothée 1,1b-2, et montre qu'il s'agit d'une insertion issue de Marc 10,45 remaniée au filtre d'une épître sur l'autre au fil du temps.
Enfin, Boismard s'attache à la doxologie de Romains 9:5. Suivant Otto Kuss, Zü Römer 9,5, il estime qu'elle n'est pas authentique. Il remarque que les traductions modernes du Nouveau Testament, notamment celle de la Jérusalem et celle de la TOB, attribuent au Christ l'expression Dieu béni éternellement alors que le texte grec l'attribue toujours au Père, à l'exception d'une lettre à l'authenticité contestée (2 Tm en 4:18) et de l'épître aux Hébreux, dont il est établi depuis 1976 (les travaux d'Albert Vanhoye) qu'elle ne saurait être attribuée à Paul. Outre cette traduction problématique, Boismard fait remarquer les difficultés concernant l'édition de la lettre aux Romains (ainsi l'adjonction probable du chapitre 16) et, de ces réflexions sur Tite et 2 Timothée, considère que cette doxologie fut introduite par les générations suivantes d'éditeurs, en sorte que cela correspondrait à une théologie plus tardive. Cette remarque est d'un grand intérêt, car elle montre que la doctrine se construit progressivement à mesure de la réflexion élaborée dans les générations qui suivirent.
Au bout de ce parcours, il conclut que la christologie de Paul ne saurait être ontologique.

### Originalité du courant européen
Ce sous-titre pour introduire une conclusion toute temporaire sur le travail de Boismard peut sembler abusif, dans la mesure où aucune opposition réelle n'existe entre les travaux des chercheurs américains et ceux des européens. Il s'agit juste d'un artifice pour signaler la différence entre la méthodologie et les objectifs de Boismard dans ce petit ouvrage de vulgarisation exégétique.
Les ouvrages des équipes américaines évoqués ci-dessus s'adressent à des spécialistes et reflètent l'actualité du débat exégétique contemporain dont ils sont une pièce versée au débat. On remarquera qu'ils citent peu les européens, comme si les ouvrages avaient du mal à traverser l'Atlantique, ce qui est un fait dont l'origine tient dans la structure du marché de l'édition.
Au contraire, Boismard s'appuie sur des chercheurs européens, le plus souvent allemands et anglais, et écrit pour un public plus large. Il n'entre donc pas, dans cet ouvrage, dans les grands débats (celui de la pseudépigraphie, celui de l'historiographie autour de l'édition des lettres du corpus paulinien, celui des méthodes d'identification des gloses). Par un cheminement têtu au travers de l'ensemble des textes du Nouveau Testament, il procède à l'examen de chaque expression grecque, la compare à des textes similaires trouvés dans d'autres parties du Nouveau Testament, en décline la généalogie en introduisant à la lecture des textes des auteurs contemporains de la rédaction du corpus étudié. Il conduit son lecteur par la main dans un amarinement tant à la méthode exégétique comparatiste qu'au concept d'histoire des dogmes.

### LeChema Israël
Le verset I Corinthiens 8, 4-6 "Il y a un seul Dieu le Père de qui tout tient l'existence, et nous pour lui, et un seul Seigneur Jésus Christ, par qui tout existe et nous par lui" peut être rapproché du Chema Israël : "Ecoute Israël, le Seigneur notre Dieu est le seul" (Deutéronome 6, 4) : Paul aurait tiré parti du fait que le nom du Dieu unique, qui est double dans le Chema Israël (Seigneur et Dieu), et aurait ainsi attribué le nom de Dieu au Père, et celui de Seigneur au Christ. Afin de ne pas confondre le Christ et son Père, Paul fournit un principe de distinction entre les deux : ils sont un seul Dieu par rapport à tout ce qui existe, mais le Père est l'origine de tout ce qui existe, tandis que le Christ en est le médiateur incréé.